# 오마기촌
오마기촌(尾間木村)은 사이타마현 기타아다치군에 존재했던 촌이다.
1940년 4월 17일에 우라와시에 편입해 소멸하여, 구 촌지역은 오마기 지역에 해당한다.
.

## 지리
- 현재의 사이타마시에 해당한다.
- 사이타마현 중앙(기타아다치) 지역의 남부에 있었다.
- 오미야 고원의 남동쪽 끝에 위치하며, 고원과 그 사이에 있는 계곡으로 이루어져 있다. 동부는 시바강을 중심으로 한 저지대로 미누마 논이 펼쳐져 있다.

## 역사
- 1889년 4월 1일 - 정촌제 시행에 병행하여, 기타아다치군 오마기촌이 성립하였다.
- 1940년 4월 17일 - 미무로촌과 함께 우라와시에 편입해, 소멸하였다.
- 2001년 5월 1일 - 우라와시와 요노시, 오미야시와의 합병에 의한 사이타마시 성립으로 구 오마키무라 지역도 사이타마시가 되었다.
- 2003년 4월 1일 - 사이타마시의 정령지정도시로 승격하여 구 오마기촌 지역은 미도리구가 되었다.

## 참고문헌
- 「角川日本地名大辞典」編纂委員会『角川日本地名大辞典 11 埼玉県』角川書店、1980年7月8日。ISBN 4040011104。
- 浦和市総務部市史編さん室『わがまち浦和―地域別案内』浦和市、1982年11月30日。